# Teledoce
A Teledoce, conhecido como Canal 12 (CXB 12 TV Canal 12), é um canal privado de frequência aberta da televisão do Uruguai. Foi inaugurado em 2 de maio de 1962, pela família Scheck, administradora do jornal El País desde 2011. Como nome-fantasia utiliza "La Tele".

## História
Foi o terceiro e último canal privado de televisão aberta que foi inaugurado em Montevidéu, a capital do Uruguai. Seu primeiro diretor foi Raúl Galana, mas logo Horacio Scheck tomou o seu lugar.
Seu primeiro slogan foi "El Canal de la Familia" (O Canal da Família). O primeiro programa importante da Teledoce foi "El Show del Mediodía" (O Show do Meio Día) com os comediantes Cacho de la Cruz e Alejandro Trotta, lançado no mesmo dia da inauguração do canal. O segundo programa de sucesso foi "Telecataplúm", exibido dois dias após o lançamento da Teledoce; este programa também conseguiu chegar e ter sucesso em Buenos Aires. Outras produções que fizeram grande sucesso de sua autoria foram o programa de perguntas e respostas "Martini Pregunta" (Martini Pergunta), "Cante y Gane" (Cante e Ganhe), "El Castillo de la Suerte" (O Castelo da Sorte) e o programa infantil "Cacho Bochinche".
Seu jornal é Telemundo e a edição central é atualmente conduzida por Aldo Silva. Outros jornalistas encarregados do noticiário foram Nelson Maiorano, Gustavo Adolfo Ruegger, Raúl Fontaina (filho), Néber Araújo e Claudia García.
Em 1981, com o início da televisão em cores no Uruguai, o canal adotou o nome Teledoce Televisora Color, mas depois parou de usar esse nome, tornando-se simplesmente Teledoce, sob o nome-fantasia La Tele.
A partir de 2011, o canal transmite vários de seus programas em alta definição (HD). Em 2012, a Teledoce comemorou seu 50º aniversário com nova programação e uma homenagem ao histórico apresentador do canal Cacho de la Cruz. A partir de outubro de 2015, o jornal Telemundo começa a transmitir em HD, mudando também sua cortina musical, cenário e gráficos. Em 2019, a Teledoce muda ligeiramente sua imagem corporativa, liberando um novo logotipo e uma nova forma de jornalismo de acordo com as tendências da época.
A Teledoce é reconhecida por ter acordos com algumas importantes redes de televisão da América Latina, como a Televisa no México, o El Trece na Argentina e a Rede Globo no Brasil. Em relação a esta última, a Teledoce transmitiu um grande número de telenovelas e séries da Globo que fizeram grande sucesso, como: Dancin' Days, Vale Tudo, Tieta, Rainha da Sucata, Mulheres de Areia, O Rei do Gado, Laços de Família, O Clone, Da Cor do Pecado, Alma Gêmea, A Vida da Gente, Avenida Brasil, Cheias de Charme, Verdades Secretas, A Força do Querer, entre muitas outras. Além disso, foi o primeiro canal que comprou uma novela da Globo, O Bem Amado em 1979; e também participou estrategicamente na primeira produção da Globo em espanhol, Supermax.

## Programas

### Nacionais
- Fuego Sagrado (2021-presente)
- La Receta Niños (2021-presente)
- Poné Play (2020-presente)
- La Ruleta de la Suerte (2020-presente)
- La Culpa es de Colón (2020-presente)
- Polideportivo (1990-2001; 2020-presente)
- Algo que Decir (2018-presente)
- Desayunos Informales (2015-presente)
- La Receta (2014-presente)
- Súbete a mi Moto (2013-presente)
- Esta Boca es Mía (2008-presente)
- Americando (1991-presente)
- Vértigo (1982-presente)
- Telemundo (1962-presente)

### Estrangeiros
- Killing Eve (2021-presente)
- Dulce Ambición (2021-presente)
- New Amsterdam (2019-presente)
- MacGyver (2018-presente)
- Los Ángeles de Ángel (2017; 2020-presente)
- Comisario Rex (2013-presente)
- NCIS: Los Angeles (2012-presente)
- Hawaii Cinco-0 (2012-presente)
- Showmatch (2005-2012; 2014-2017; 2021-presente)
- Almorzando con Mirtha Legrand (1993-2001; 2004; 2014-2017; 2020-presente)

### Antigos
- Trato Hecho (2019-2021)
- Mundo Turf (2014-2020)
- Tarde o Temprano (2018-2020)
- Calidad de Vida (2005-2019)
- National Geographic (19??-2019) O programa transmitiu imagens do canal homônimo, sendo apresentadas por Fernando Parrado, o qual é grabado no canal.
- Todos contra Mi (2018-2019)
- El Origen (2014-2018)
- La Columna de la Gente (2013-2018)
- Master Class Uruguay (2017-2018)
- Ángeles y Demonios (2018)
- Sonríe con Nosotros... (2018)
- Sonríe, te Estamos Grabando (2011-2018)
- Esta es mi Familia (2017-2018)
- Voces Anónimas (2006-2015/2018)
- Un Pique para Rafa (2017)
- Ídolos (2017)
- Los Viajes de 12 (1981-2000; 2012-2017)
- Cámara Testigo (2007-2016)
- Código País (2003-2016)
- Yo me llamo (2014-2015)
- Día Perfecto (2010-2015)
- 6,75 Basket (2007-2015)
- Me Resbala (2015)
- Verano Perfecto (2012-2015)
- La Receta Perfecta (2011-2014)
- Minuto para Ganar (2010-2014)
- La Púa (2006-2014)
- Décadas (2012)
- La Redonda (2006-2011)
- Parque Jurásico (2009-2010)
- Bien Despiertos (2005-2010)
- Vidas (2005-2010)
- Cacho Bochinche (1973-2010)
- El Show del Mediodía (1962-2008)
- Techos.uy (2004-2006)
- El Día Después (2005)
- Tele Kids (2002-2004)